# Chiesa di San Giorgio Martire (Borgo Virgilio)
La chiesa di San Giorgio Martire è la parrocchiale di Romanore, frazione del comune sparso di Borgo Virgilio, in provincia e diocesi di Mantova; fa parte del vicariato foraneo Santa Famiglia di Nazareth.

## Storia
Nel Cinquecento nella parrocchia di San Giorgio risultava istituita la società del Corpo di Cristo, alla quale si affiancò, nel secolo successivo, anche quella del Santissimo Sacramento, mentre nel 1773 il vescovo Giovanni Battista de Pergen, compiendo la sua visita pastorale rilevò l'esistenza solo di quest'ultima.
Alla fine del XVIII secolo l'antica chiesa versava in pessime condizioni; così, tra il 1790 e il 1795 venne edificata la nuova parrocchiale su disegno dell'architetto Paolo Pozzo.
Dalla relazione della visita pastorale del 1901 del vescovo Paolo Carlo Francesco Origo si apprende che la chiesa faceva parte del vicariato di Borgoforte, che i fedeli ammontavano a 1287 e che la parrocchia comprendeva anche l'abitato di Corte Corghi.
Nel 1967, in seguito alla riorganizzazione territoriale della diocesi, la parrocchia passò dal vicariato di Borgoforte, contestualmente soppresso, al neo-costituito vicariato foraneo n° 2; nel 1970 la chiesa venne adeguata alle norme postconciliari mediante la rimozione delle balaustre che delimitavano il presbiterio e alla sostituzione dell'altare maggiore con una mensa eucaristica in cemento rivestita di marmo.
Tra il 1998 iniziarono i lavori di restauro dell'edificio, che fu riaperto al culto il 25 febbraio 2001 con la benedizione da parte del vescovo Egidio Caporello.
L'evento sismico del 2012 provocò vari danni alla chiesa, che venne allora sottoposta a un intervento di risistemazione e di consolidamento poi terminato nel 2016; in quest'occasione si procedette alla sostituzione della suddetta mensa con un nuovo altare rivolto verso l'assemblea.

## Descrizione

### Esterno
La facciata a capanna della chiesa, rivolta a nordovest, è suddivisa da una cornice marcapiano in due registri, entrambi scanditi da sei lesene; quello inferiore presenta il portale d'ingresso a tutto sesto, affiancato da due aperture rettangolari, due finestrelle ovali e tre nicchie ospitanti le statue di San Giorgio Martire e delle Sante Faustina e Liberata, mentre quello superiore è coronato dal timpano triangolare.
Annesso alla parrocchiale è il campanile, la cui cella presenta su ogni lato una monofora a tutto sesto ed è coronata dalla cupola.

### Interno
L'interno dell'edificio si compone di un'unica navata, sulla quale si affacciano le cappelle laterali, introdotte da ampi archi a tutto sesto, e le cui pareti sono scandite da paraste sorreggenti la trabeazione modanata e aggettante sopra la quale si imposta la volta a botte; al termine dell'aula si sviluppa il presbiterio, rialzato di alcuni gradini e chiuso dall'abside di forma semicircolare.
Qui sono conservate diverse opere di pregio, la maggiore delle quali è l'organo, costruito nel XIX secolo dalla ditta Montesanti.